# Robin Nedwell
Robin Nedwell (ur. 27 września 1946 w Birmingham - zm. 1 lutego 1999 w Southampton) – brytyjski aktor teatralny, filmowy i telewizyjny, współcześnie pamiętany przede wszystkim jako młody lekarz, dr Duncan Waring, z cyklu seriali komediowych Doctor, produkowanych w latach 70. przez London Weekend Television.

## Życiorys
Choć urodził się w Anglii, dorastał w Walii, gdzie jego rodzina przeniosła się, gdy był małym dzieckiem. Był absolwentem University College, Cardiff oraz studiów aktorskich w Central School of Speech and Drama. W 1969 został obsadzony w serialu Doctor in the House, gdzie wcielał się w postać studenta medycyny. Nedwell zagrał następnie w sześciu kolejnych serialach opowiadających o tych samych bohaterach, już jako młodych lekarzach. Początkowo największą gwiazdą cyklu był Barry Evans, lecz gdy w 1971 opuścił on tę produkcję, dwoma najważniejszymi aktorami serii, spinającymi wszystkie jej części, zostali Nedwell oraz Geoffrey Davies.
Nedwell był związany z Doctorem aż do 1979 roku, kiedy to produkcja cyklu została wstrzymana. Wziął także udział w krótkotrwałej próbie jego reaktywacji w 1991 roku. W 1971 wystąpił w filmie Romana Polańskiego Tragedia Makbeta, a później w kilku innych działach kinowych. W późniejszych latach swojej kariery występował przede wszystkim w teatrze, m.in. na West Endzie oraz jako członek Royal Shakespeare Company. Prowadził również zajęcia w szkołach teatralnych, gdzie jego specjalnością była szermierka.
Zmarł nagle, pierwszego dnia lutego 1999 roku, w wyniku ataku serca, którego doznał podczas wizyty u własnego lekarza. Miał 52 lata.